# SBS Swiss Business School
SBS Swiss Business School é uma escola de finanças privada, fundada em 1998 e localizada em Zurich – a capital mundial das finanças.

## Missão e Objetivos
A) Missão
SBS Swiss Business School foi fundada como uma instituição privada dedicada a buscar a excelência acadêmica e a formação de estudantes graduados ou não no ramo empresarial e gerencial. Sendo assim, sua missão é promover aos alunos uma forte formação acadêmica com acesso a vários níveis especializados de aprendizagem e prepará-los para serem produtivos, profissionais competentes e cidadãos responsáveis numa diversa e dinâmica arena global. Educação avançada significa, desde a sua fundação, a experiência de pensar internacionalmente. Para isso, a Escola mantém um corpo discente multicultural em seu campus e em todos os outros centros internacionais.
Para SBS, o componente internacional é de importância primordial. A Escola foi estruturada para possibilitar mudanças significativas no Curriculum e variações no corpo discente em resposta a mudanças globais das condições sociais, políticas e econômicas. O resultado é uma experiência educacional única obtida por uma perspectiva internacional, multicultural e bastante européia. Somado ao seu foco multicultural, a Escola disponibiliza um ambiente educacional interativo aos estudantes com uma mistura dinâmica de inovação e estratégias tradicionais.
B) Objetivos
Com a intenção de conduzir a missão citada acima, SBS esforça-se para realizar os cinco seguintes objetivos:
1. Promover a excelência acadêmica e a realização do estudante nos níveis de graduação ou pós-graduação.
2. Encorajar o comportamento, atitudes e ética adequados ao estudante, os quais refletem o entendimento global e multinacional e o aprendizado para a vida inteira.
3. Criar um ambiente educacional e uma comunidade de aprendizado que promova excelência em ensino e pesquisa aplicada.
4. Criar uma ligação forte entre SBS e as diversas organizações locais e globais, as quais servem como parceiros, em atividades de apoio e na comunicação a todos os sócios.
5. Promover desenvolvimento de negócios e industrial através nos nossos alcances acadêmicos para nossas instituições estrangeiras.

## A Instituição
Cursos
SBS Swiss Business School é especializada no ramo de administração e negócios, oferecendo graduação em administração (BBA), MBA e doutorado em administração (DBA), assim como diversos cursos extra-curriculares focados em administração e negócios. Com um extensivo network internacional de instituições de ensino parceiras e aceitações em diversos órgãos, a escola tem claramente um foco global.
Corpo Docente
SBS é conhecida por seu ensino fascinante e excelência acadêmica. O corpo docente é formado por pessoas com extensa experiência prática, como o chefe de treinamento gerencial de um grande banco, o diretor de marketing de uma empresa multinacional, ou um "Chief Financial Officer". O presidente é o Dr. Charles Mercieca (Presidente Honorário) – Presidente do IAEWP (Associação Internacional de Educadores pela Paz Mundial), uma organização não governamental reconhecida pelas Nações Unidas.
Estudantes
Os estudantes na SBS vêm de diversos países e uma gama de organizações, tendo um histórico educacional bastante variado.

## Reconhecimento e Membros
- SBS é reconhecida pela:

International Assembly of Collegiate Business Education (IACBE), U.S.A.
- SBS Swiss Business School recebeu também o "Swiss Quality Certificate for Adult Education Institutions" (EDUQUA).

SBS é membro de:
- Association of Collegiate Business Schools and Programs (ACBSP), U.S.A.
- Swiss Federation for Adult Education (SVEB), Switzerland
- Foundation for International Business Administration Accreditation (FIBAA), Germany
- Central and Eastern European Management Association (CEEMAN), Slovenia
- Association to Advance Collegiate Schools of Business (AACSB International), U.S.A.